# Dinner-Cancelling
Die Begriffe Dinner-Cancelling (nach englisch dinner cancelling „das Abendessen ausfallen lassen“) und Abendfasten bezeichnen eine Ernährungsweise bzw. Diät, bei der abhängig vom Tagesrhythmus ab einer bestimmten Uhrzeit auf Nahrung verzichtet wird. Es wird also auf die Mahlzeit am Abend verzichtet. Nach der Empfehlung der Anhänger sollen zwischen der letzten Mahlzeit des Tages und dem Frühstück am nächsten Morgen mindestens 14 Stunden liegen. Dem Körper soll so die Gelegenheit gegeben werden, sich während der Nacht zu regenerieren, ohne Energie für die Verdauung aufwenden zu müssen. In der nahrungsfreien Zeit ist nur die Aufnahme kalorienfreier Getränke wie Wasser oder Kräutertee zulässig. Insoweit ist Dinner Cancelling auch eine Form des Intervallfastens.
Die Befürworter dieser Ernährungsweise halten das Dinner-Cancelling nicht nur für eine Methode zur Gewichtsreduktion, sondern glauben auch an eine Verminderung des Alterns des Körpers im Sinne von Anti-Aging. Die Annahme: Beim Verdauen werden so genannte freie Radikale gebildet, die für die Alterung der Zellen verantwortlich gemacht werden. Muss der Körper über Nacht nicht verdauen, werden in dieser Zeit keine freien Radikale freigesetzt. Außerdem soll Dinner-Cancelling die Körpertemperatur über Nacht minimal absenken, was der Regeneration förderlich sein soll. Zudem soll es durch den Nahrungsverzicht am Abend zu einem leichten Absinken des Blutzuckerspiegels kommen, wodurch vermehrt die Hormone Somatotropin und Melatonin gebildet werden sollen. Somatotropin wird auch als Wachstumshormon bezeichnet. Es soll die Regeneration der Körperzellen fördern, den Muskelaufbau anregen und die Fettspeicherung bremsen. Melatonin, so die Annahme, verlangsame die Körperfunktionen im Schlaf und vermindere so das Altern.

## Bewertung
- Gerade abends wird häufig zusätzlich Energie (siehe: physiologischer Brennwert) z. B. in Form von Kartoffelchips, zucker- oder alkoholischen Getränken aufgenommen, was durch Dinner-Cancelling vermieden wird.
- Durch den ungewohnten Verzicht auf die Mahlzeit am Abend kann es zu Heißhungeranfällen und unkontrolliertem Essen kommen.
- In mediterranen Ländern ist das Abendessen die Hauptmahlzeit des Tages, die oft erst in der Kühle des Abends nach 21 Uhr eingenommen wird. Diese Tatsache wirkt sich dort weder negativ auf das Körpergewicht noch auf die Lebenserwartung aus. Hierbei sind jedoch auch die Unterschiede bei der Qualität und Auswahl der Nahrung und der allgemeinen Lebensweise zu beachten. Auch ist es beispielsweise in Italien üblich, zum Frühstück lediglich ein oder zwei Kekse zum Kaffee einzunehmen, wodurch sich ein ähnlicher Effekt wie beim intermittierenden Fasten ergibt.
- Die wenigen wissenschaftlichen Studien zu diesem Thema sind insgesamt widersprüchlich und geben kein einheitliches Bild hinsichtlich einer Abhängigkeit zwischen Uhrzeit der Nahrungsaufnahme und Gewichtszunahme wieder. Seriöse Ernährungsberater wie die Deutsche Gesellschaft für Ernährung sehen die Wirksamkeit einer solchen Diät als nicht erwiesen an. Stattdessen sei die über den gesamten Tag aufgenommene und verbrauchte Nahrungsmenge gewichtsbestimmend.[2]